# Solea ovata
Solea ovata es una especie de pez de la familia Soleidae en el orden de los Pleuronectiformes.

## Distribución geográfica
Se encuentran desde las  costas de Pakistán hasta las de Tailandia, Filipinas, Indonesia y Mar de China Oriental.